# Fliegermarsch
Der Fliegermarsch ist ein populärer österreichischer Marsch.

## Geschichte
Schöpfer des Fliegermarsches war der österreichische Komponist Hermann Dostal, der ihn 1912 unter dem Titel „Kerzengrad steig ich zum Himmel“ als Gesangsstück eines Ballonfahrers für seine im Übrigen vergessene Operette „Der fliegende Rittmeister“ schrieb. Dostal widmete den Fliegermarsch in der Erstfassung dem Fliegerkorps der Donaumonarchie. Dostals Operette mit dem Fliegermarsch von 1912 gehört musikhistorisch in die Zeit der Wiener Operette. In dieser Zeit hatte die Wiener Operette den Ruf der Massenunterhaltung, die auch später mit dem Begriff Kulturindustrie diskutiert wurde.
Der Fliegermarsch war ursprünglich nicht für Blasorchester gesetzt, wurde aber zunehmend zu einem klassischen Marsch in der Blasmusik. Heute ist der Fliegermarsch bei der Bundeswehr eines der meistgespielten Stücke und gehört auch zum Repertoire der Militärmusik. Allgemein gehört der Fliegermarsch zum Repertoire von Blasorchestern in Musikvereinen.
Unterhaltungsmusiker wie James Last oder André Rieu haben den Fliegermarsch in ihrem jeweiligen Stil bearbeitet, und auch von Laienorchestern wird dieser Marsch gern intoniert. Der Text des Fliegermarsches (siehe unten) gehört auch zum Repertoire der Chormusik, in der der Charakter der österreichischen Operette von 1912 hörbar wird.

## Text
Kerzengrad steig ich zum Himmel, flieg’ ich zur Sonn’ direkt.

Unter mir auf das Gewimmel, da pfeif’ ich mit Respekt.

Wenn wir dann so oben schweben, mein Freund das ist ein Leben!

Da fühl ich mich als junger Gott, Kreuz Himmeldonnerwetter sapperlot!

In der Luft gibt’s keine Räuber, kein Bezirksgericht,

und auch keine alten Weiber sieht man oben nicht.

Da oben gibt’s kein Hundefutter und keine Schwiegermutter.

In der Luft gibt’s keine Steuer, keine Kaution,

auch der Zins ist nicht so teuer, oben im Ballon.

Und kommt der Schneider mit der Rechnung,

Fliegt man bitte ganz gemütlich ihm davon.

Freunderl, drum sei nicht dumm, drum drum drum, sei nicht dumm:

Komm und sei mein Passagier, fliege, fliege, flieg mit mir!

Droben, wo die Sterne stehn, wollen wir spazierengeh’n.

Schmeiß hin all Dein Gut und Geld, einen Fußtritt dieser Welt!

In der Luft, in der Luft fliegt der Paprika,

auf zum Himmel, Himmel, Himmel, Hipp Hurra!